# Anthony Warlow
Anthony Warlow, född 18 november 1961 i Wollongong, New South Wales, Australien. Musikalartist och operasångare. Han har medverkat i bland annat Les Miserables, Trollflöjten, Man of la Mancha och Pirates of Penzance.